# نوک‌مومی‌های کبود
نوک‌مومی‌های کبود (نام علمی: Glaucestrilda)، یکی از سرده‌های خانوادهٔ سهرگان ریز است و در آفریقا یافت می‌شوند.

## گونه‌ها
این سرده سه گونه دارد.
| نگاره | نام علمی          | نام متداول                 | پراکندگی |
| ----- | ----------------- | -------------------------- | --- |
|       | نوک‌مومی اسطوخودوس | Glaucestrilda caerulescens | بنین، بورکینافاسو، کامرون، جمهوری آفریقای مرکزی، چاد، ساحل عاج، گامبیا، غنا، گینه، گینه بیسائو، لیبریا، مالی، نیجر، نیجریه، سنگال، سودان، توگو |
|       | نوک‌مومی خاکستری   | Glaucestrilda perreini     | آنگولا، جمهوری کنگو، جمهوری دموکراتیک کنگو، گابن، مالاوی، موزامبیک، آفریقای جنوبی، سوازیلند، تانزانیا، زامبیا و زیمبابوه.                      |
|       | نوک‌مومی سیندرلا   | Glaucestrilda thomensis    | جنوب غربی آنگولا در اطراف استان نامیب، شمال و شرق به جنوب غربی استان هویلا و شمال به Fazenda do Cuito در Huambo و شمال غربی نامیبیا.           |